# Miklós Ybl
Miklós Ybl (Székesfehérvár, 6 aprile 1814 – Budapest, 22 gennaio 1891) (in ungherese Ybl Miklós) è stato uno degli architetti più importanti in Europa nella seconda metà del XIX secolo e, durante la sua carriera, l'architetto più influente in Ungheria. La sua opera più conosciuta è il Teatro dell'Opera di Budapest (1875-1884).

## Attività
Dopo aver conseguito la laurea presso l'Istituto di Tecnologia (Politechnikum ) di Vienna, nel 1832 Ybl è diventato assistente di Mihály Pollack e ha lavorato nello studio di Henrik Koth dal 1836 al 1840.
Successivamente a queste esperienze si è trasferito prima a Monaco di Baviera e in seguito in Italia per completare la sua formazione. Dopo il suo ritorno in Ungheria è entrato in società con Ágoston Pollack, figlio di Mihály Pollack, e insieme hanno restaurato il castello di Ikervár di proprietà del conte Lajos Batthyány. Il suo primo lavoro importante è stata la chiesa di Fót, costruita tra il 1845 e il 1855.
I primi grandi progetti di Ybl seguivano lo stile romantico influenzato da motivi orientali; più tardi, nei suoi edifici, sono presenti richiami allo stile romanico.
Dopo il suo secondo viaggio in Italia nel 1860, Ybl si è interessato alla possibilità di un ritorno allo stile rinascimentale italiano e ha realizzato diversi edifici neorinascimentali.
Molti degli edifici da lui progettati sono diventati, e ancora oggi lo sono, elementi determinanti del paesaggio urbano di Budapest: la Basilica di santo Stefano (1867-1891), i Bagni Rác, l'ex Palazzo delle dogane (1871-1874), la sala del trono e l'ala di Krisztinaváros del Palazzo Reale.
Ybl ha anche costruito numerose chiese, palazzi e castelli nelle province.
In suo onore, il premio di architettura annuale istituito nel 1953, porta il suo nome.

## Galleria d'immagini

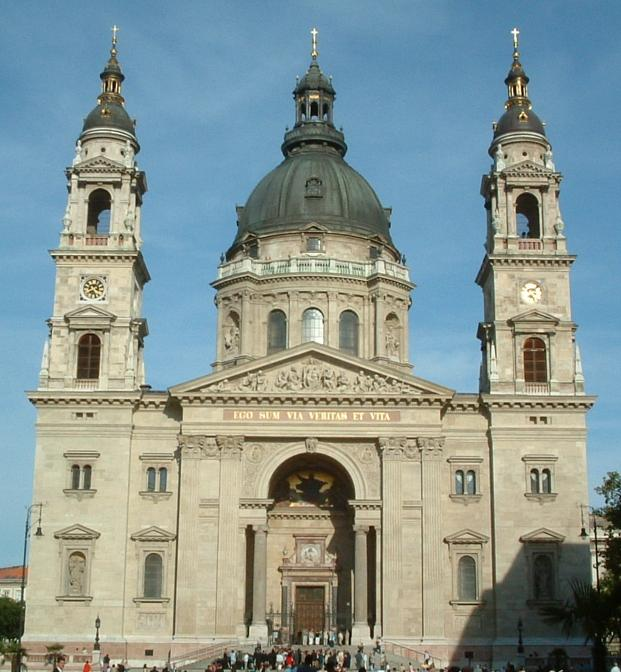
Basilica di Santo Stefano (Budapest)
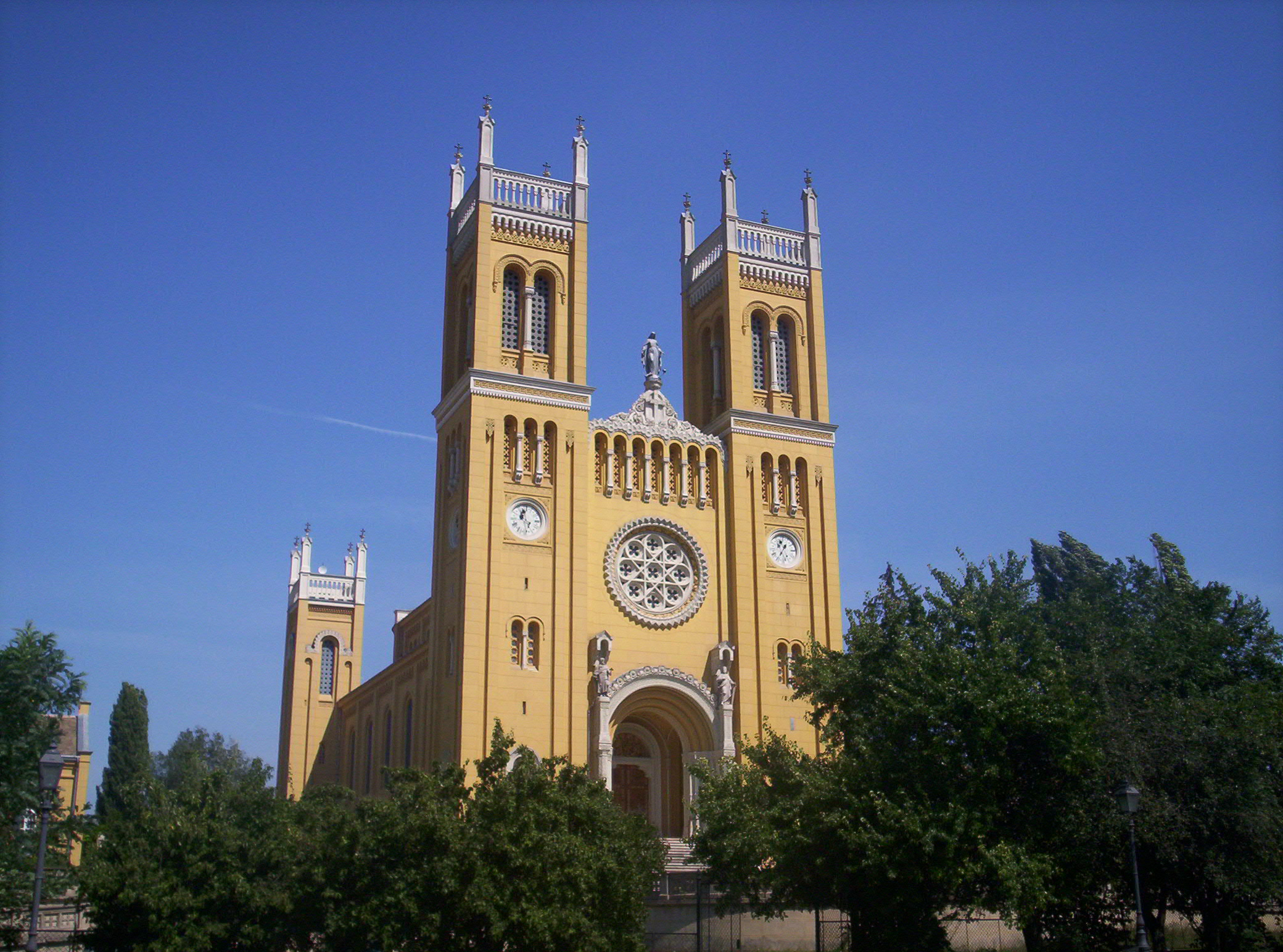
Chiesa cattolica, Fót
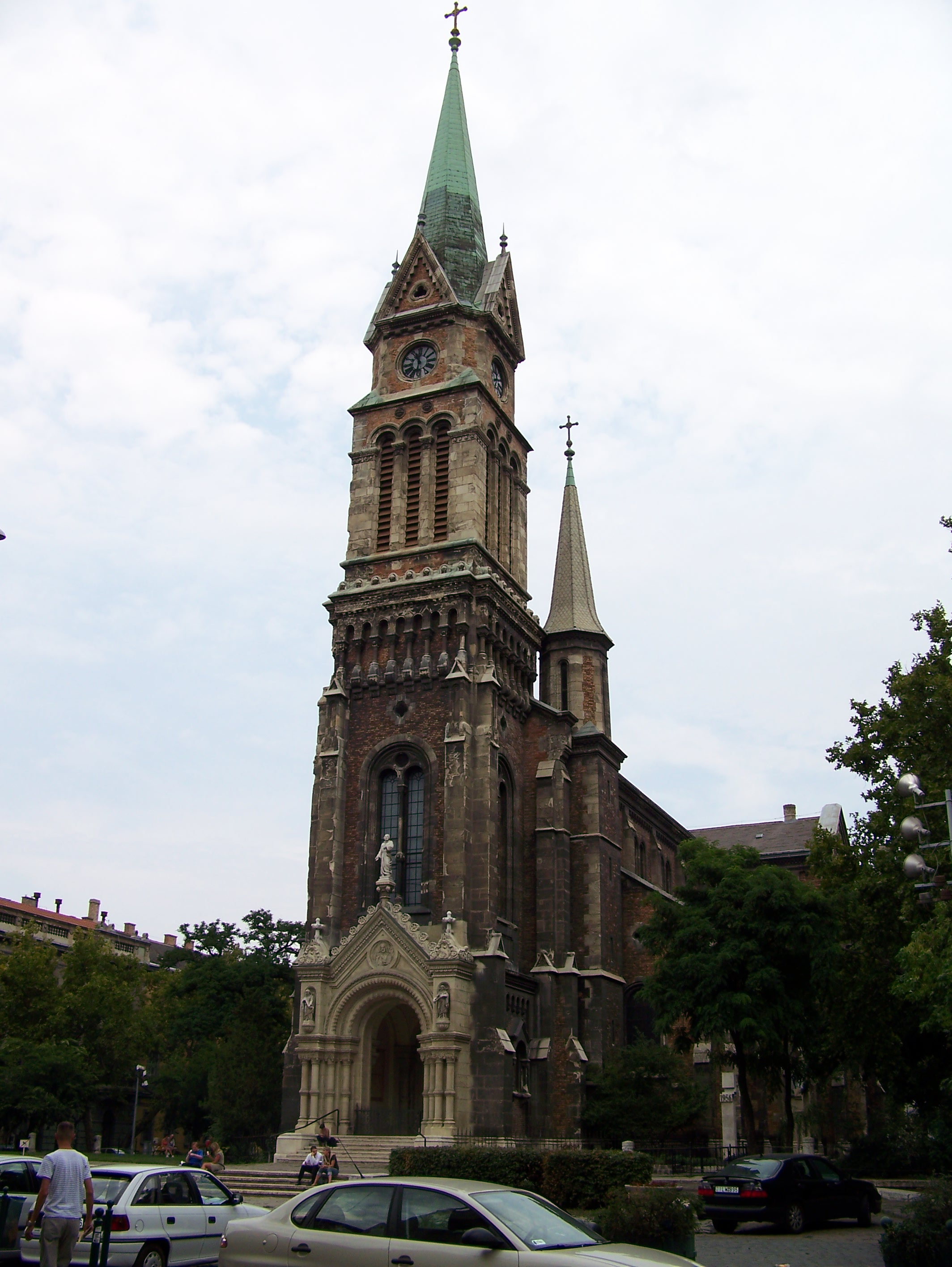
Chiesa di piazza Bakáts, Budapest
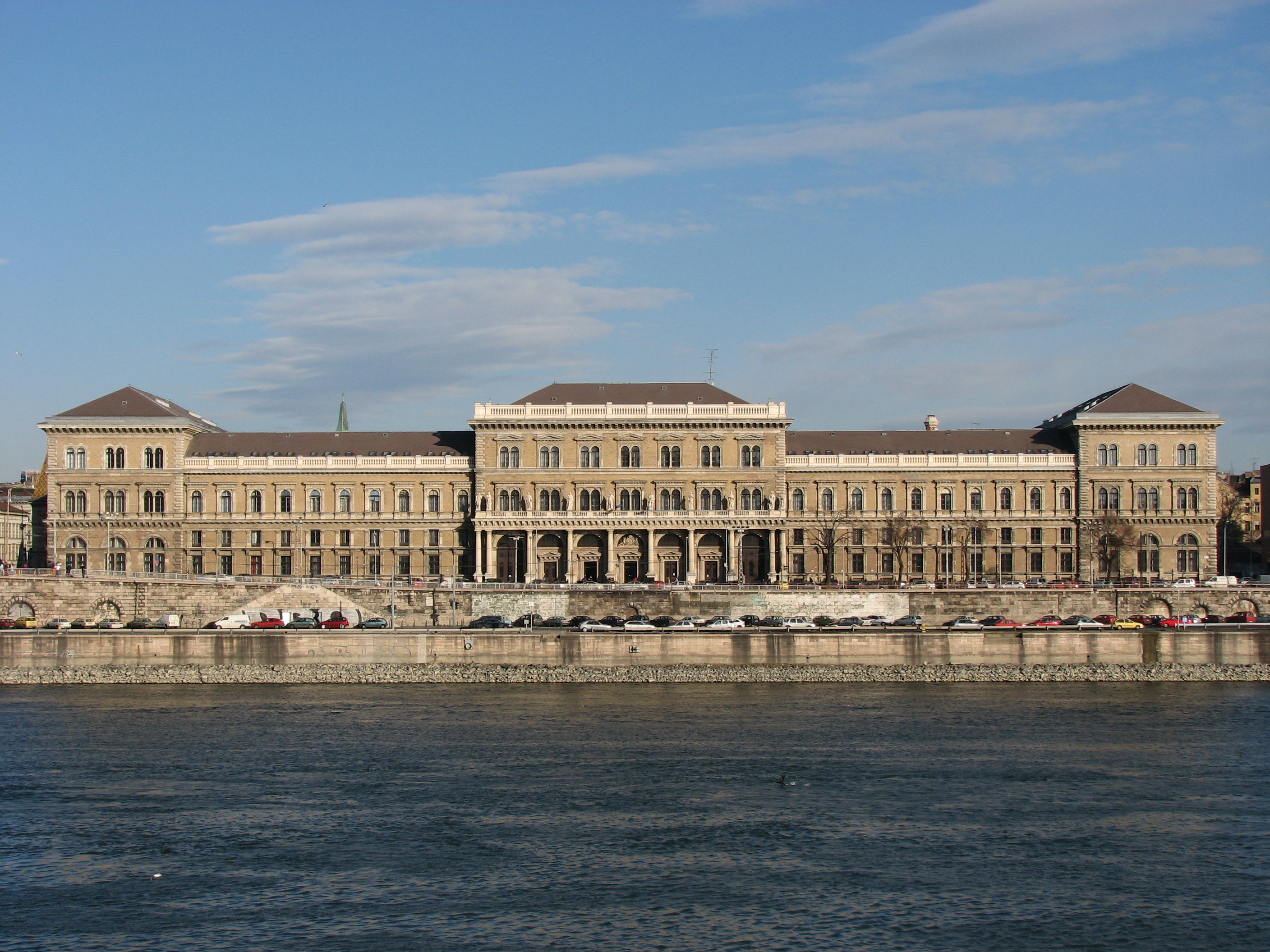
Palazzo delle dogane, oggi sede dell'Università Corvinus di Budapest
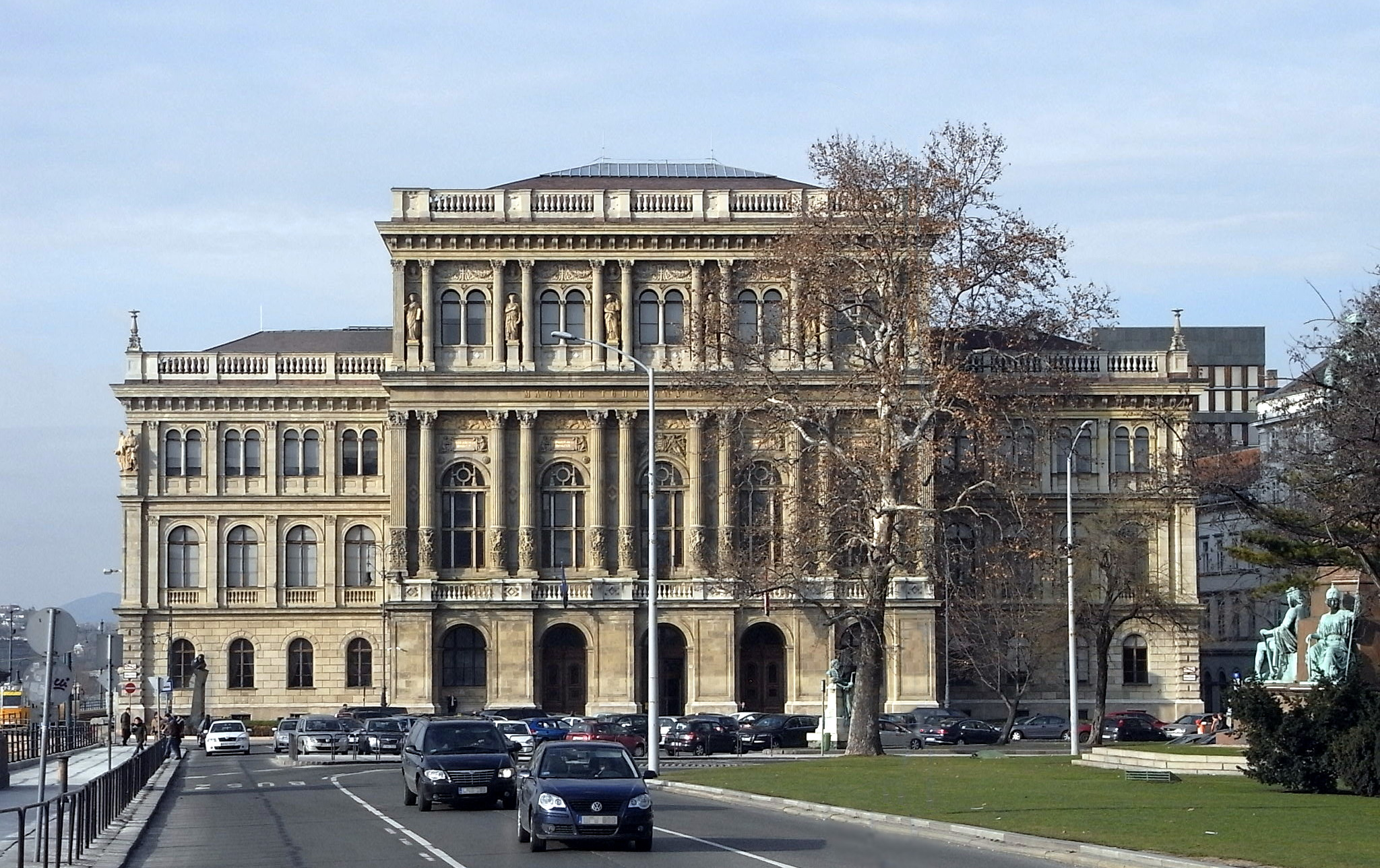
Accademia ungherese delle scienze
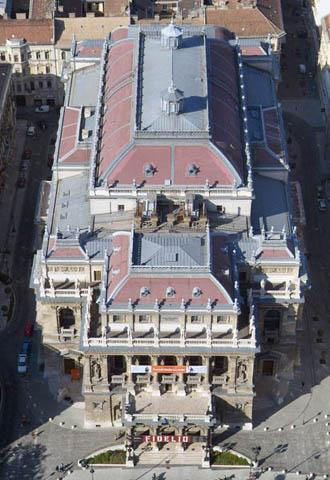
Il Teatro dell'Opera di Budapest, veduta dall'alto
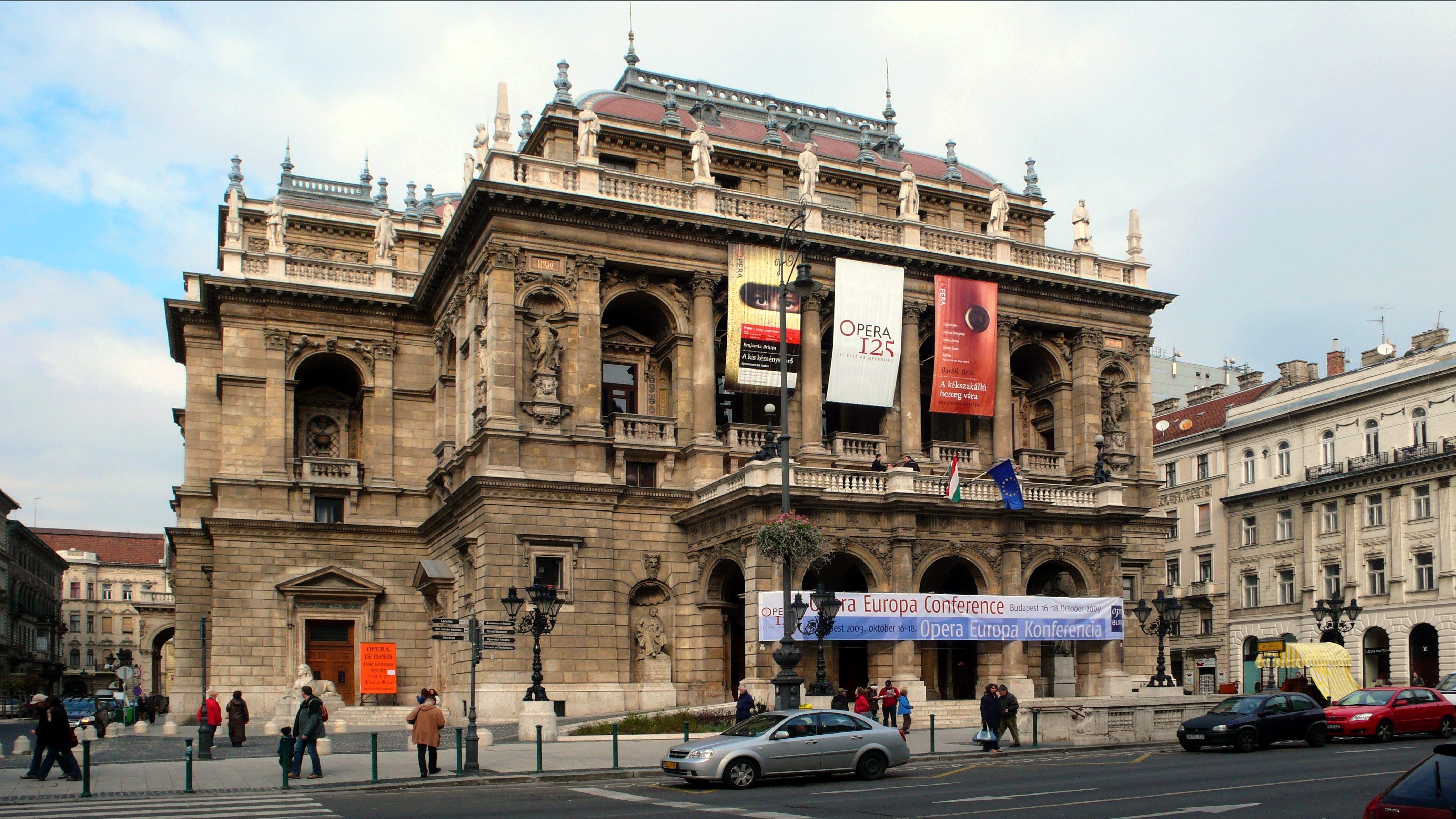
Facciata principale dell'Opera di via Andrássy
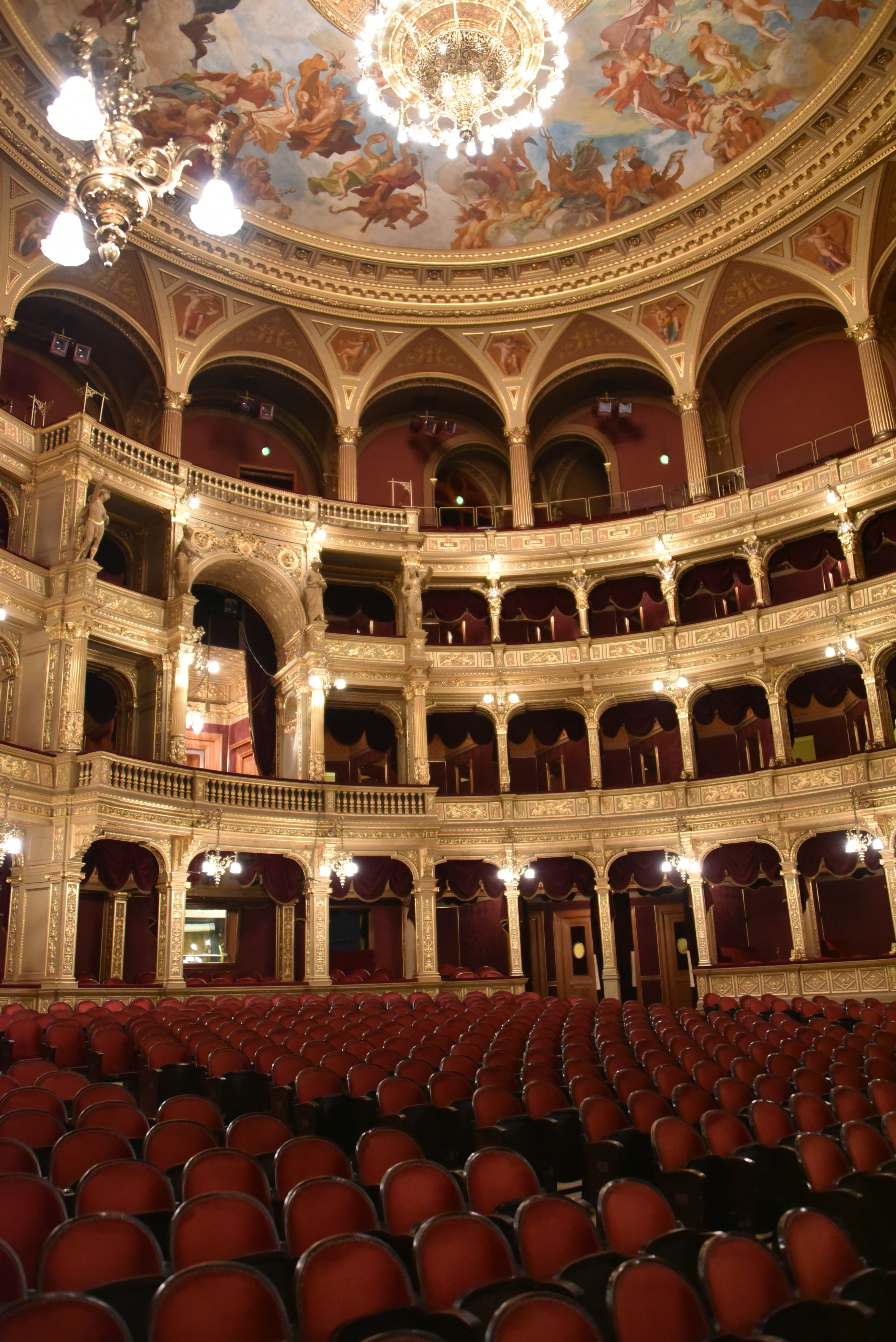
Interno dell'Opera
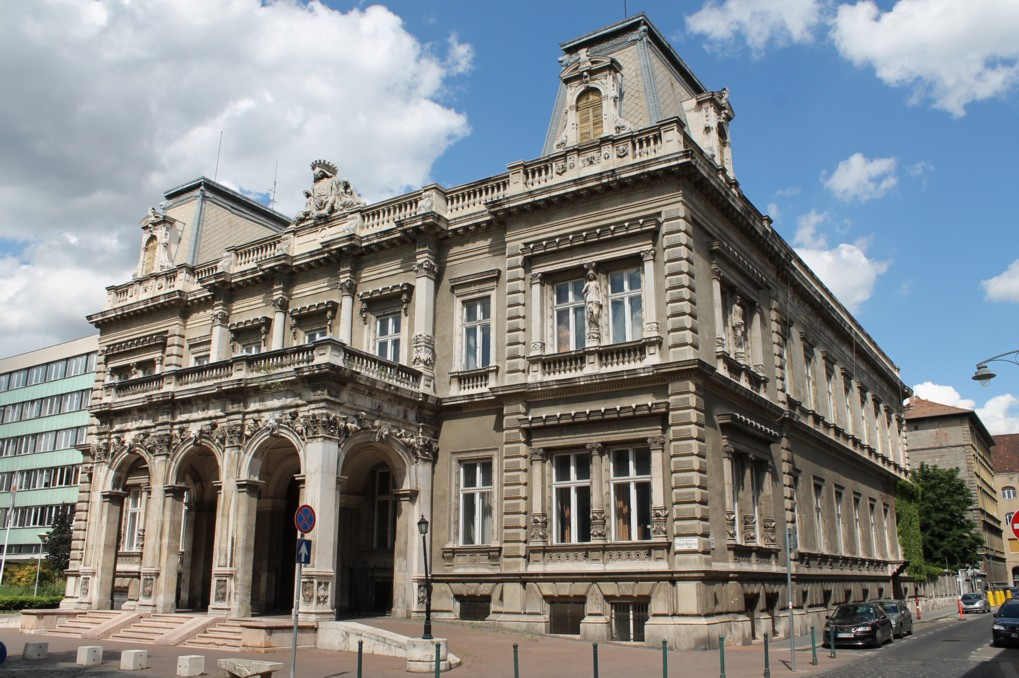
Palazzo Károlyi, Budapest
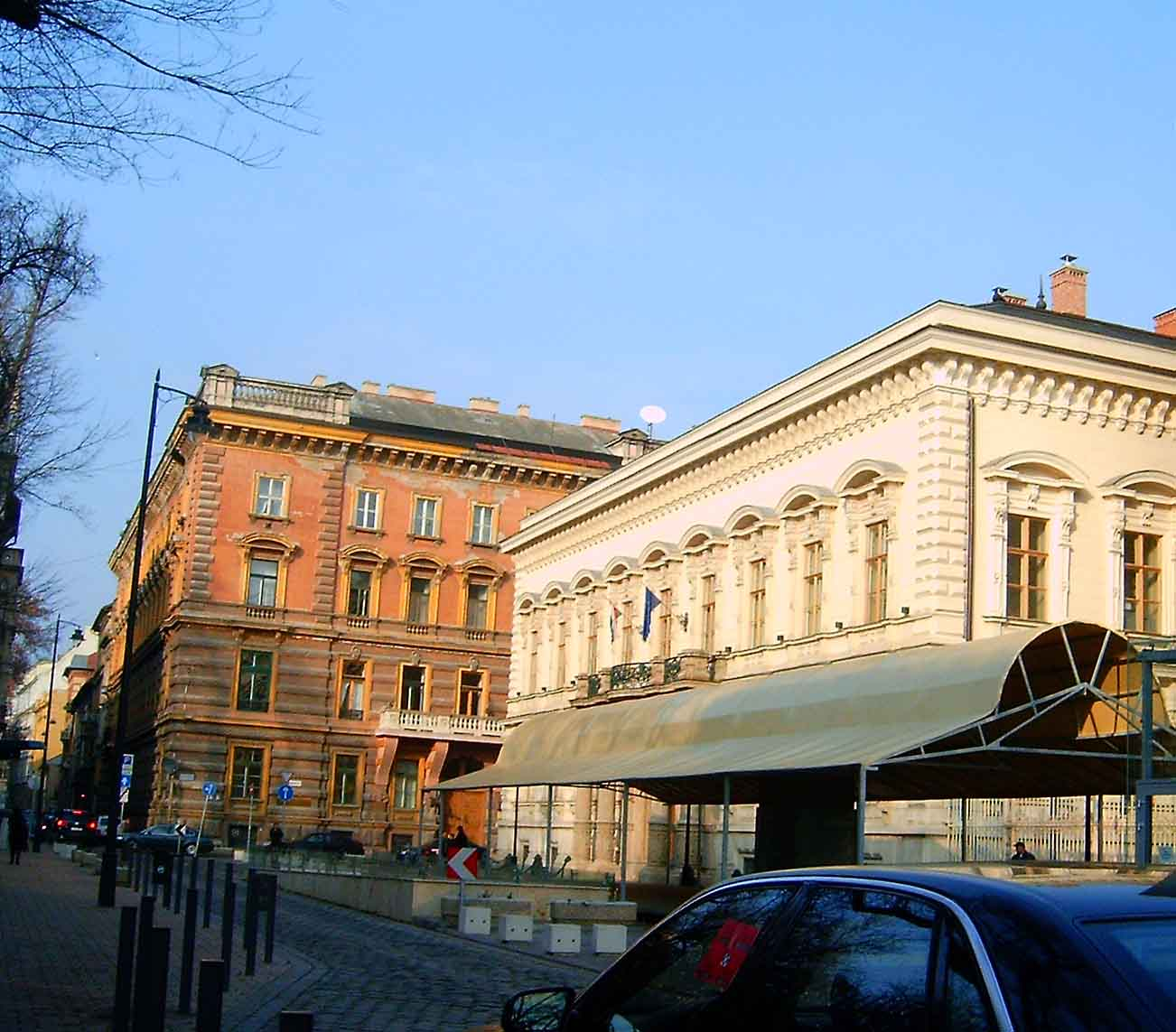
Palazzo Festetics, Budapest
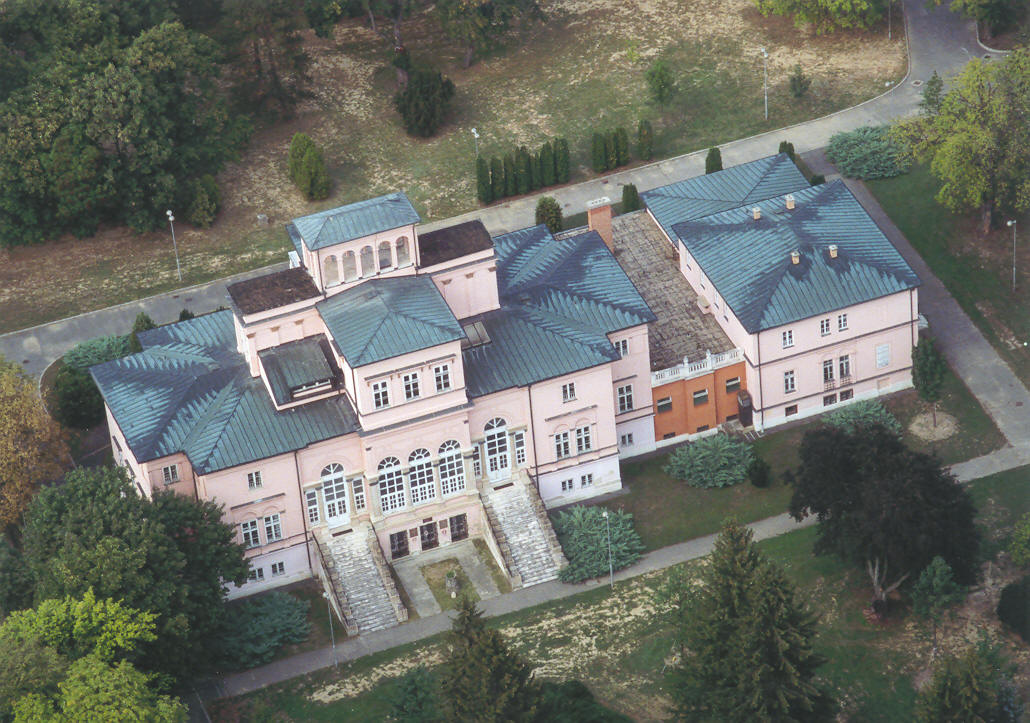
Palazzo Ikervár
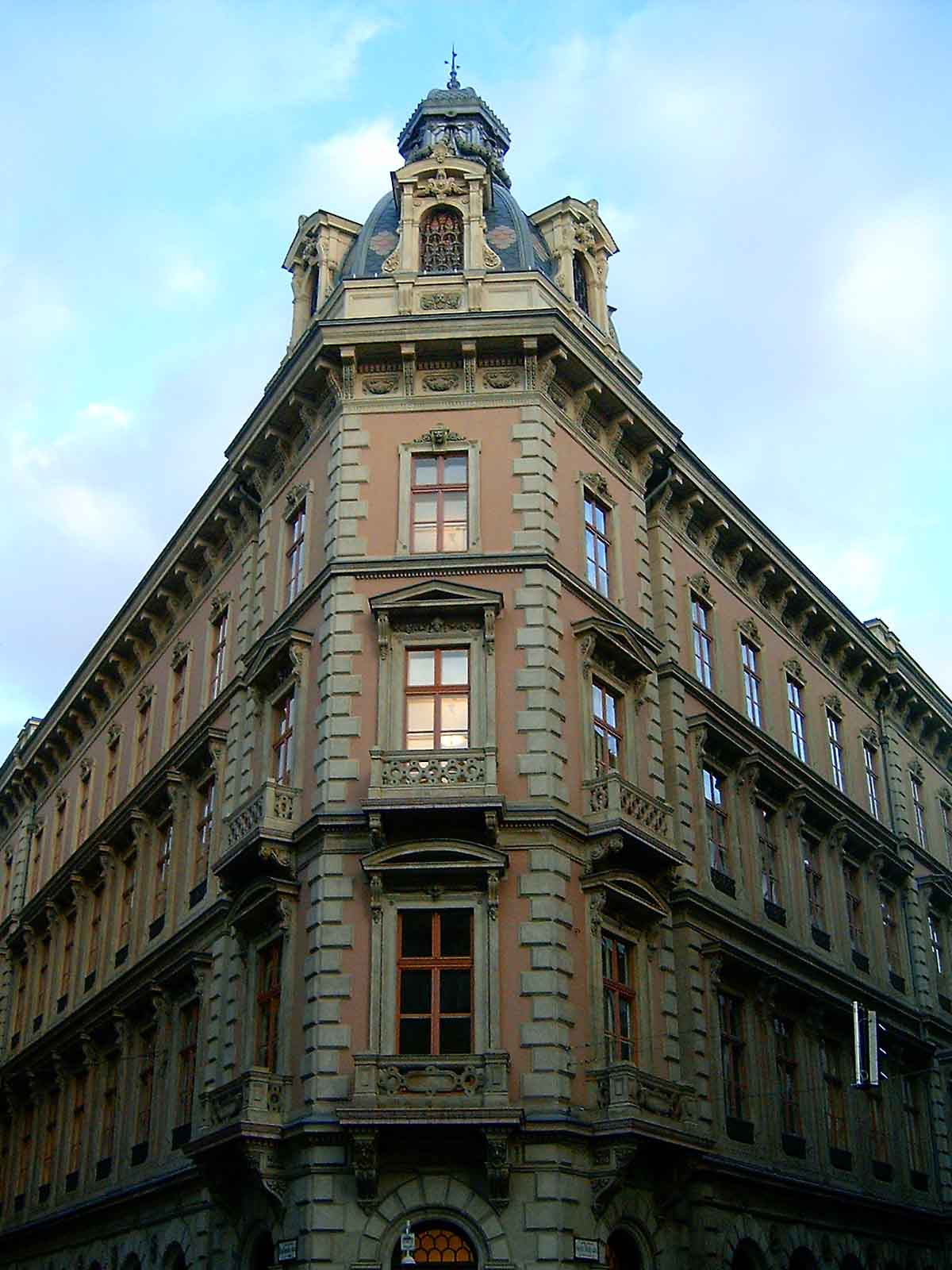
Il palazzo Ybl, Budapest

## Grandi opere

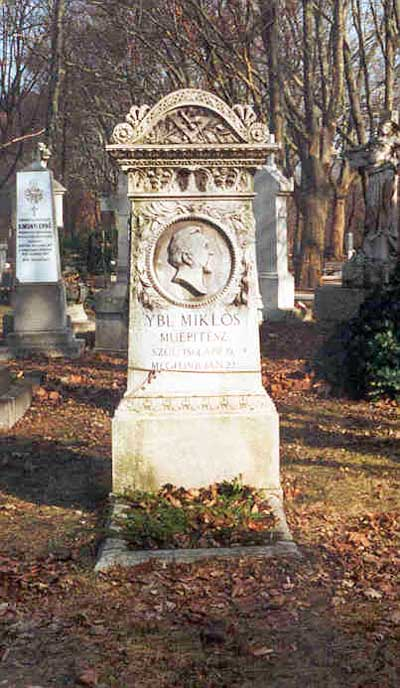
La tomba di Ybl, al cimitero di Kerepes, Budapest

- 1845-1849. Fót, il castello Károlyi, ricostruzione;
- 1845-1855. Fót, chiesa cattolica;
- 1852 ca. Budapest, la villa Grabovszky (Rózsa);
- 1857-1858. Budapest, il maneggio nazionale;
- 1860 ca. Albertirsa, la cripta cappella Szapáry
- 1860 ca. Leányfalu, la villa Gyulai
- 1860 ca. Gerla, il castello Wenckheim;
- 1860-1864. Nagycenk, chiesa cattolica;
- 1862-1864. Ečka, chiesa cattolica;
- 1862- Kecskemét, chiesa evangelica;
- 1862-1865. Budapest, il palazzo Festetics
- 1863. Budapest, teatro tedesco (non costruito)
- 1863- Budapest, palazzo Károly
- 1863-1864. Budapest, edificio dell'Accademia ungherese delle scienze
- 1865 ca. Fegyvernek, il castello Szapáry
- 1865-1866. Budapest, vecchia sede del Parlamento
- 1865-1879. Budapest, chiesa cattolica in piazza Bakáts
- 1867. Budapest, palazzo Pálffy
- 1867-1891. Budapest, Basilica di Santo Stefano (Budapest). La costruzione fu iniziata da Hild, continuata da Ybl e terminata da J. Kauser
- 1870-1874. Budapest, edificio doganale
- 1871. Budapest, ponte Margherita (non costruito)
- 1872 ca. Parád, hotel Ybl
- 1873-1884. Budapest, Teatro dell'Opera di Budapest
- 1874-1982. Budapest, chiosco e bazar del Castello Reale di Buda
- 1875-1879. Ókígyós, castello Wenckheim
- 1880-1882. Parádsasvár, castello Károlyi
- 1880-1891. Budapest, rimodellamento della collina del castello
- 1882-1888. Budapest, Clarisseum, chiesa cattolica
- 1883-1884. Budapest, palazzo Széchenyi (demolito)
- 1888 ca. Parád, hotel Erzsébet
- Ed altre strutture in Csurgó, Doboz, Kétegyháza, Lengyeltóti, Mácsa (Arad), Marcali, Ókígyós, Beregsurány ecc.